# Fernando Díaz de Mendoza y Guerrero
Fernando Díaz de Mendoza y Guerrero (Madrid, 5 de marzo de 1897-Océano Atlántico, 27 de septiembre de 1942) fue un actor español perteneciente a una notable familia de intérpretes.

## Biografía
Hijo de Fernando Díaz de Mendoza y Aguado, VII marqués de San Mamés y VI de Fontanar, conde de Balazote y conde de Lalaing, ambos con Grandeza de España (actor) e hijo de su segunda esposa la actriz María Guerrero, desde muy pequeño estuvo integrado en el mundo de la interpretación, de forma que debuta sobre los escenarios siendo todavía un niño, al igual que ocurriría con su hermano pequeño Carlos.
Hasta la muerte de sus padres formó parte de su compañía, formó parte del elenco en obras como Campo de armiño (1916), Los cachorros (1918), ambas de Jacinto Benavente, El último pecado (1918), de Pedro Muñoz Seca, El abanico de Lady Windermere (1920), de Oscar Wilde, El padre Juanico (1922), de Ángel Guimerá, Don Luis Mejía (1925), de Eduardo Marquina, El doncel romántico (1922), La vidriera milagrosa (1924), Doña Diabla (1925), las tres últimas de Luis Fernández Ardavín o Desdichas de la fortuna o Julianillo Valcárcel (1926), de los Hermanos Machado. No obstante, hizo también representaciones con otras compañías como en la obra El llanto (1924), de Pedro Muñoz Seca, con Emilio Thuillier.

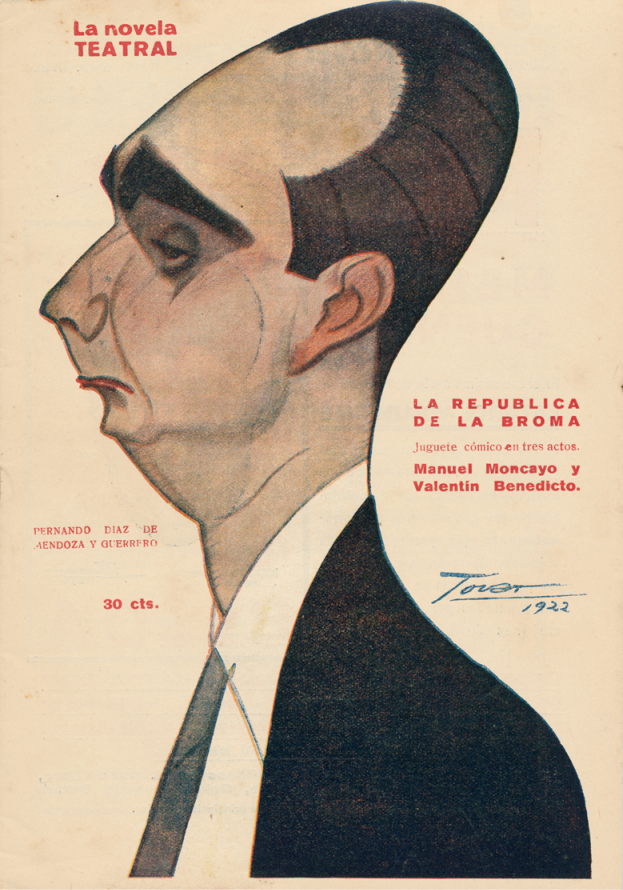
Caricaturizado por Tovar (1922)

Casado en primeras nupcias con su prima María O'Donnell y Díaz de Mendoza el 27 de agosto de 1917 de la que enviudó dos años después, con posterioridad mantuvo una relación con Carola Fernán Gómez, fruto de la cual nació quien más tarde sería uno de los actores más notables de España en el siglo XX, Fernando Fernán Gómez, al que sin embargo nunca reconoció como hijo.
Casado en segundas nupcias en 1927 con su prima hermana la también actriz María Guerrero López, con la que tuvo sus hijos Fernando, Fernanda y María Esperanza, a la muerte de sus padres, mantuvo el nombre de la compañía actuando junto a su esposa.
Falleció  en 1942 en aguas del Atlántico en el hundimiento del mercante Monte Gorbea en trayecto de Buenos Aires a Bilbao torpedeado por el submarino alemán U-512 durante un episodio de la Segunda Guerra Mundial.